# Sunyer
Sunyer är en kommun i Spanien.   Den ligger i provinsen Província de Lleida och regionen Katalonien, i den östra delen av landet, 400 km öster om huvudstaden Madrid. Antalet invånare är 297. Arean är 12,7 kvadratkilometer. Sunyer gränsar till Torres de Segre, Alfés, Sarroca de Lleida, Montoliu de Lleida och Sudanell. 
Terrängen i Sunyer är platt.